# Gmina Świdnica (Zielona Góra)
Die Gmina Świdnica  ist eine Landgemeinde im Powiat Zielonogórski der Woiwodschaft Lebus in Polen. Ihr Verwaltungssitz ist das gleichnamige Dorf (deutsch Schweinitz) mit etwa 1400 Einwohnern.

## Geschichte
Das Gemeindegebiet zählte bis 1945 zum Landkreis Grünberg.

## Gliederung
Zur Landgemeinde Świdnica gehören folgende Ortschaften (deutsche Namen bis 1945) mit Schulzenamt:
| - Buchałów (Buchelsdorf) - Drzonów (Schlesisch-Drehnow) - Grabowiec (Schöneich) - Koźla (Kosel) - Letnica (Lättnitz) - Lipno (Lippen) | - Piaski (Kunzendorf) - Radomia (Seiffersholz) - Słone (Schloin) - Świdnica (Schweinitz) - Wilkanowo (Wittgenau) |

Weitere Ortschaften der Gemeinde ohne Schulzenamt sind:
Dobra (Dober), Łochowo (Lochow), Orzewo (Altvorwerk oder Neukirch), Rybno (Friesenhütte) und Wirówek (Henriettenhof).

## Persönlichkeiten
- Gottlieb Sigismund Karl Miesitschek von Wischkau  (1745–1810), preußischer Generalmajor, geboren in Schlesisch-Drehnow
- Otto Martin (1897–1972), SPD-Politiker, geboren in Lättnitz
- Karlgeorg Hoefer (1914–2000), Typograf, Schriftdesigner und Kalligraph, geboren in Schlesisch-Drehnow.